# Jhonatan Narváez
Jhonatan Manuel Narváez Prado (Playón de San Francisco, 4 marzo 1997) è un ciclista su strada ecuadoriano che corre per l'UAE Team Emirates XRG. Professionista dal 2017, ha vinto due tappe al Giro d'Italia (una nel 2020 e una nel 2024).

## Palmarès

### Strada
- 2016 (Klein Constantia)

Campionati ecuadoriani, Prova a cronometro Under-23
- 2017 (Axeon Hagens Berman, una vittoria)

Classifica generale Circuit des Ardennes
5ª tappa Tour of the Gila (Silver City > Pinos Altos)
Campionati ecuadoriani, Prova in linea
- 2020 (Ineos Grenadiers, tre vittorie)

3ª tappa Settimana Internazionale di Coppi e Bartali (Riccione > Riccione)
Classifica generale Settimana Internazionale di Coppi e Bartali
12ª tappa Giro d'Italia (Cesenatico > Cesenatico)
- 2023 (Ineos Grenadiers, cinque vittorie)

2ª tappa Österreich-Rundfahrt (Sankt Anton am Arlberg > Innsbruck)
3ª tappa Österreich-Rundfahrt (Sillian > St. Johann Alpendorf)
5ª tappa Österreich-Rundfahrt (Ybbs an der Donau > Sonntagberg)
Classifica generale Österreich-Rundfahrt
Giochi panamericani, Prova in linea
- 2024 (Ineos Grenadiers, due vittorie)

Campionati ecuadoriani, Prova in linea
1ª tappa Giro d'Italia (Venaria Reale > Torino)
- 2025 (UAE Team Emirates XRG, tre vittorie)

5ª tappa Tour Down Under (McLaren Vale > Willunga Hill)
Classifica generale Tour Down Under
Campionati ecuadoriani, Prova in linea

#### Altri successi
- 2016 (Klein Constantia)

Classifica scalatori Tour de Savoie Mont-Blanc
- 2017 (Axeon Hagens Berman)

Classifica giovani Circuit des Ardennes
Classifica giovani Tour of the Gila
Classifica giovani Colorado Classic
- 2018 (Quick-Step Floors)

Classifica generale Hammers Sportzone Limburg
1ª tappa Adriatica Ionica Race (Musile di Piave > Lido di Jesolo, cronosquadre)
- 2020 (Team Ineos/Ineos Grenadiers)

Classifica giovani Giro di Vallonia
Classifica giovani Settimana Internazionale di Coppi e Bartali
Classifica a punti Settimana Internazionale di Coppi e Bartali
- 2023 (Ineos Grenadiers)

Classifica a punti Österreich-Rundfahrt
- 2024 (Ineos Grenadiers)

Down Under Classic

## Piazzamenti

### Grandi Giri
- Giro d'Italia

2019: 80º
2020: ritirato (15ª tappa)
2021: 49º
2022: 42º
2024: 28º
- Tour de France

2025: 13º
- Vuelta a España

2021: ritirato (15ª tappa)
2024: 50º

### Classiche monumento
- Milano-Sanremo

2023: 32º
2024: 35º
2025: 85º
- Giro delle Fiandre

2022: 52º
2023: 25º
2025: ritirato

### Competizioni mondiali
- Campionati del mondo

Richmond 2015 - In linea Junior: 48º
Innsbruck 2018 - In linea Elite: ritirato
Yorkshire 2019 - In linea Elite: ritirato
Wollongong 2022 - In linea Elite: 32º
Glasgow 2023 - In linea Elite: ritirato
- Giochi olimpici

Tokyo 2020 - In linea: 47º
Parigi 2024 - In linea: 45º